# Verlosserkerk (Sint-Petersburg)
De Verlosserkerk op het Hooiplein (Russisch: Церковь Спаса на Сенной) in de Russische stad Sint-Petersburg was een Russisch-orthodoxe kerk. De kerk staat ook bekend als de Kerk van de Ontslapenis van de Moeder Gods (Russisch: Собор Успения Пресвятой Богородицы). De kerk was tot de afbraak een zeer beeldbepalend gebouw in de omgeving. Er zijn vergevorderde plannen voor de herbouw.

## Geschiedenis
In de jaren 30 van de 18e eeuw was er een grote markt op het plein waar honderden boeren hun producten verkochten. Kooplieden uit de buurt richtten in 1743 een verzoek tot de stad om een kerk te bouwen op de plaats. Een tijdelijke houten kerk ging vooraf aan de bouw van de Verlosserkerk, waarvan de eerste steen werd gelegd op 20 juli 1753. Het ontwerp van de kerk werd vroeger toegeschreven aan de architect Bartolomeo Rastrelli. Tegenwoordig neemt men aan dat het ontwerp afkomstig is van de architect Andrej Kvasov, over wie verder weinig bekend is. De kerk werd uiteindelijk voltooid in 1765. Het resultaat was een majestueus en ruim kerkgebouw, bekroond met vijf koepels. De hoogte van de grootste koepel was 50 meter. In de 19e eeuw vonden er diverse verbouwingen aan kerk en toren plaats. De Verlosserkerk was een rijke kerk en herbergde veel waardevolle voorwerpen. De barokke vergulde iconostase van de kerk, met iconen uit de 18e eeuw, werd gerekend tot een van de mooiste van heel Sint-Petersburg.

## Sovjet-periode
In 1920 werd de kerk geplunderd. Vanaf 1920 tot 1930 diende de kerk als kathedraal voor het bisdom Leningrad van de Levende Kerk. In april 1938 werd de kerk definitief door het atheïstische regime gesloten. Gehavend en verwaarloosd overleefde het gebouw nog enkele decennia de politiek van Stalin. In 1961, op het hoogtepunt van Nikita Chroesjtsjov's anti-religieuze campagne, werd de kerk dan toch nog opgeblazen, waarbij het voorwendsel werd gebruikt dat de kerk een sta-in-de-weg zou zijn voor de toegang tot een aan te leggen metrostation.

## Herbouw
Al in de jaren 70 zocht architect en restaurateur D.A. Boetirin naar mogelijkheden om de kerk te herbouwen. Na de ineenstorting van de Sovjet-Unie vond zijn idee weerklank onder de bevolking en werden er 15.000 handtekeningen verzameld en aangeboden aan het stadsbestuur. De steun voor herbouw van de kerk nam in de vroege jaren van het nieuwe millennium toe, met name architecten van de stad ijverden voor herbouw. Ter nagedachtenis aan de kerk werd in 2003 een kapel gebouwd. In het kader van de herinrichting van het gebied werd de herbouw van de kerk actueler dan ooit. In de plannen werd eerst voorzien in herbouw van de toren zonder kerk, maar het stadsbestuur bleek voorstander te zijn voor herbouw van de gehele kerk. Het plan is nu om als onderdeel van de herinrichting van het plein de kerk op basis van tekeningen en foto's volledig te herbouwen.
Na archeologisch onderzoek in de jaren 2011-2013 werd geconstateerd dat de fundamenten van de vernietigde kerk nog intact zijn. Er worden voorbereidingen getroffen om de kerk te herbouwen op dezelfde plaats. 